# Rechtboomssloot

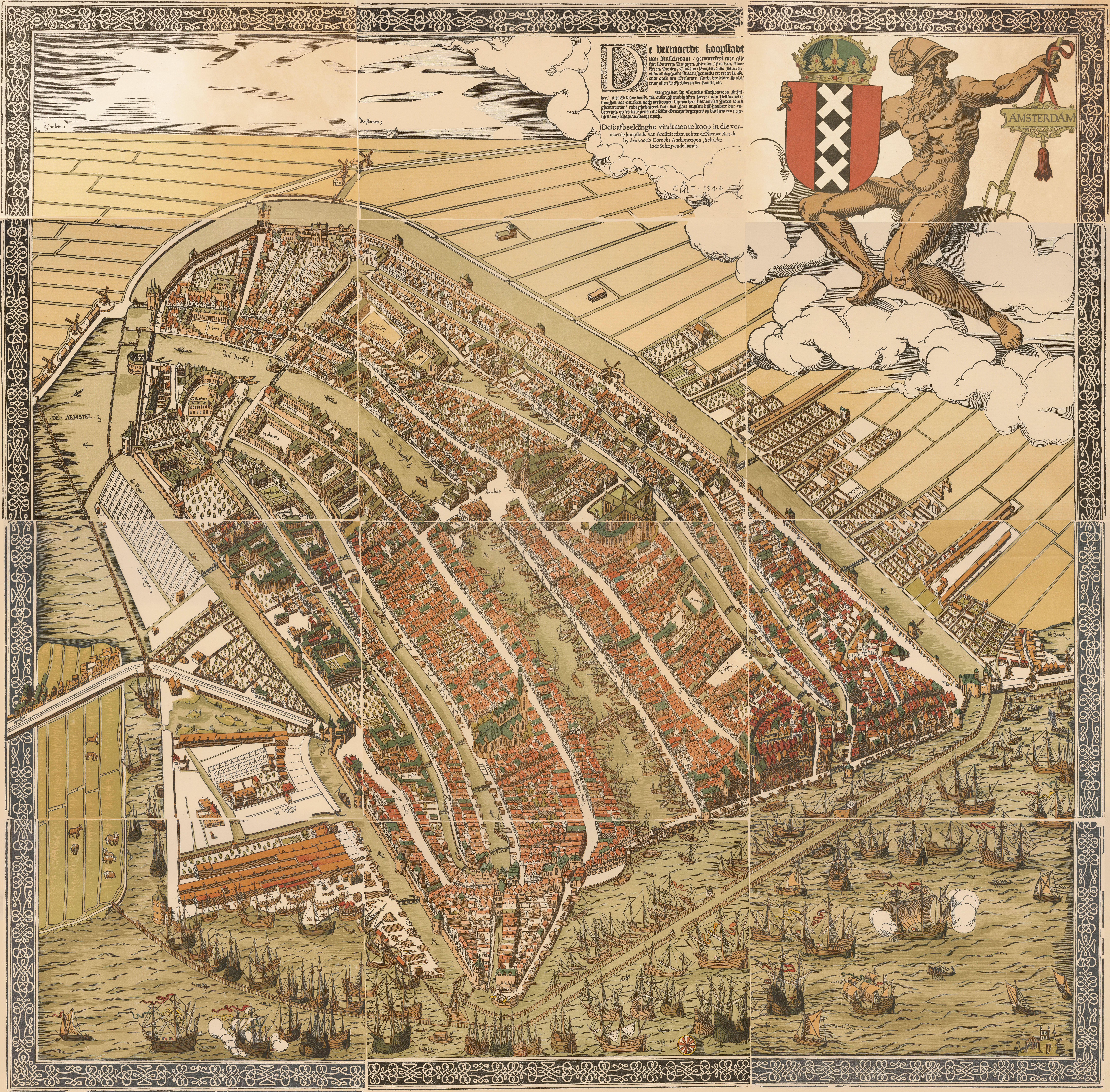
De Rechtboomssloot linksonder op de Vogelvluchtkaart van Cornelis Anthonisz uit 1544.

De Rechtboomssloot, ook geschreven als Recht Boomssloot, is een gracht in de Lastage (Nieuwmarktbuurt) in de binnenstad van Amsterdam. De gracht loopt van de Geldersekade in zuidoostelijke richting naar de Oudeschans. Er zijn drie bruggen: twee aan de uiteinden (brug nr. 297 en nr. 288) en een halverwege de gracht (brug nr. 296), waar de Kromboomssloot op de Rechtboomssloot uitkomt. Er is ook een vierde brug (nr. 249), alleen voor voetgangers, tussen de Brandewijnsteeg en Lastageweg.
De Rechtboomssloot ligt deels in Chinatown. De Fa Yin Chinese Vereniging in Nederland is sinds 1978 gevestigd aan Rechtboomssloot 5. De vereniging organiseert Chinees taalonderwijs en sociaal-culturele activiteiten voor Chinese ouderen. Ook de St. Antoniusschool, een rooms-katholieke basisschool, is gelegen aan de Rechtboomssloot, hoek Lastageweg. In buurtcentrum de Boomsspijker aan Rechtboomssloot 52 vinden regelmatig concerten, theatervoorstellingen en exposities plaats. In dit pand was vroeger de Jan de Liefdeschool, een lagere school, gevestigd.
Aan de Rechtboomssloot staat een aantal rijksmonumenten zoals De Rode Leeuw (1726), Recht Boomssloot 36-40 (18e eeuw) en De Mouterij (19e eeuw) aan Recht Boomssloot 28 / Zakslootje 16.

## Geschiedenis
De Rechtboomssloot stamt uit de eerste helft van de 16e eeuw. De gracht is vernoemd naar de 16e-eeuwse scheepsbouwer en burgemeester Cornelis Pietersz Boom. Boom, die zelf aan de Rechtboomssloot woonde (op nummers 1 tot en met 3), liet rond 1530 twee sloten, de Rechtboomssloot en Kromboomssloot, verbreden tot grachten om zo zijn scheepswerf op de Lastage met het IJ te verbinden. De Kromboomssloot werd hierbij een dwarsvaart van de hoofdvaart Rechtboomssloot. Zoals de namen al aanduiden is de Rechtboomssloot kaarsrecht terwijl er in de Kromboomssloot een bocht zit.
De Lastage lag destijds buiten de stadsmuren en was daarom onder dreiging van Gelderse aanvallen. Toen Boom toestemming kreeg om de Rechtboomssloot en Kromboomssloot te graven, moest hij daarom wel toestaan dat bij gevaar de Rechtboomssloot afgesloten zou worden, zonder dat de stad hiervoor schadevergoeding aan Boom hoefde te betalen. Al in 1538 werd de gracht afgesloten bij een dreigende aanval van Gelre. Boom procedeerde tot aan het Hof van Holland in Brussel om zijn gracht open te houden. Het Hof bepaalde in 1565, op advies van Willem van Oranje, dat de afsluitbomen overdag aan minstens een kant open moest blijven, zodat vrij verkeer over het water mogelijk bleef.
De stadsuitbreiding verplaatste zich steeds verder in oostelijke richting en het Lastagegebied werd al snel bij de groeiende stad betrokken. Rond 1589 werd ten zuiden van de Rechtboomssloot begonnen met de bouw van huizen op kavels, die inmiddels door de stad waren aangekocht en opgehoogd (zie verder Uitleg van Amsterdam in de 17e eeuw).
In de 17e eeuw stond de bierbrouwerij "In den witte Haen" aan het westelijkste deel van de Kromboomssloot. Onder de brouwerij werden grote voorraadkelders aangelegd voor water, dat per boot werd aangevoerd. De brouwerij werd rond 1880 afgebroken en vervangen door huizen. Bij een verbouwing van een van deze huizen begin jaren 1970 stuitte men op deze voorraadkelders, die helemaal zijn uitgegraven.
Aan de Rechtboomssloot stond ook de bierbrouwerij "De Haan & Sleutels", tot deze in 1890 verhuisde, waarna P.J.A. Chrispijn het complex van 1400 m² aankocht en er een wijnkoperij, distilleerderij en likeurstokerij in vestigde. Vanuit zijn hoofdkwartier aan de Rechtboomssloot en zijn 18 winkels in Amsterdam verkocht Chrispijn bekende dranken als Nassaubitter, Oranjebitter en Advocaat. In 1953 werd Chrispijn opgekocht door Bols en verkaste naar Oudezijds Voorburgwal 234.
In 1994 kwam de gemeente met het plan om de bomen aan de Kromboomssloot en Rechtboomssloot te rooien. Na protesten door bewoners werd dit plan geschrapt.

## Afbeeldingen

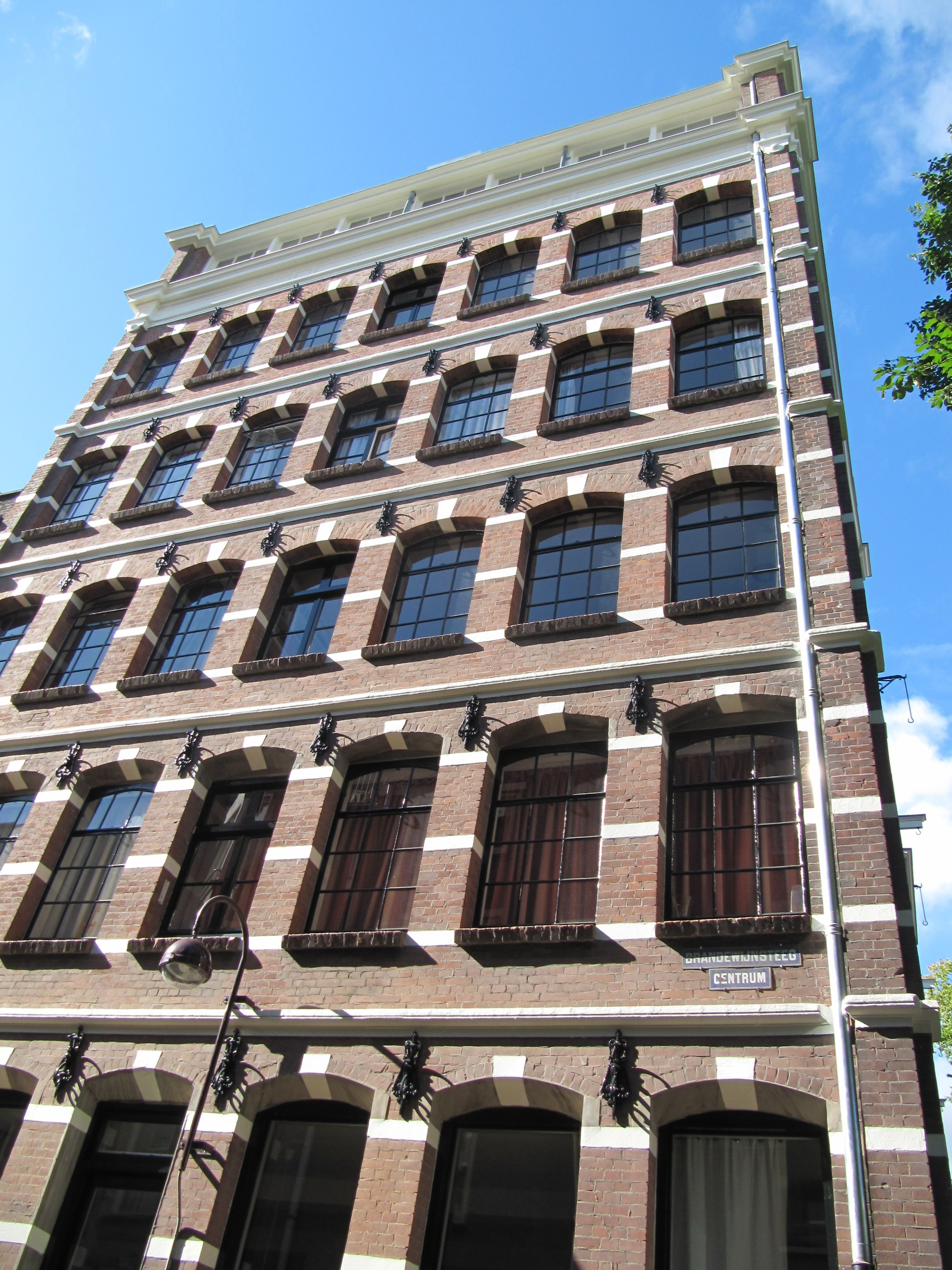
Voormalige diamantslijperij
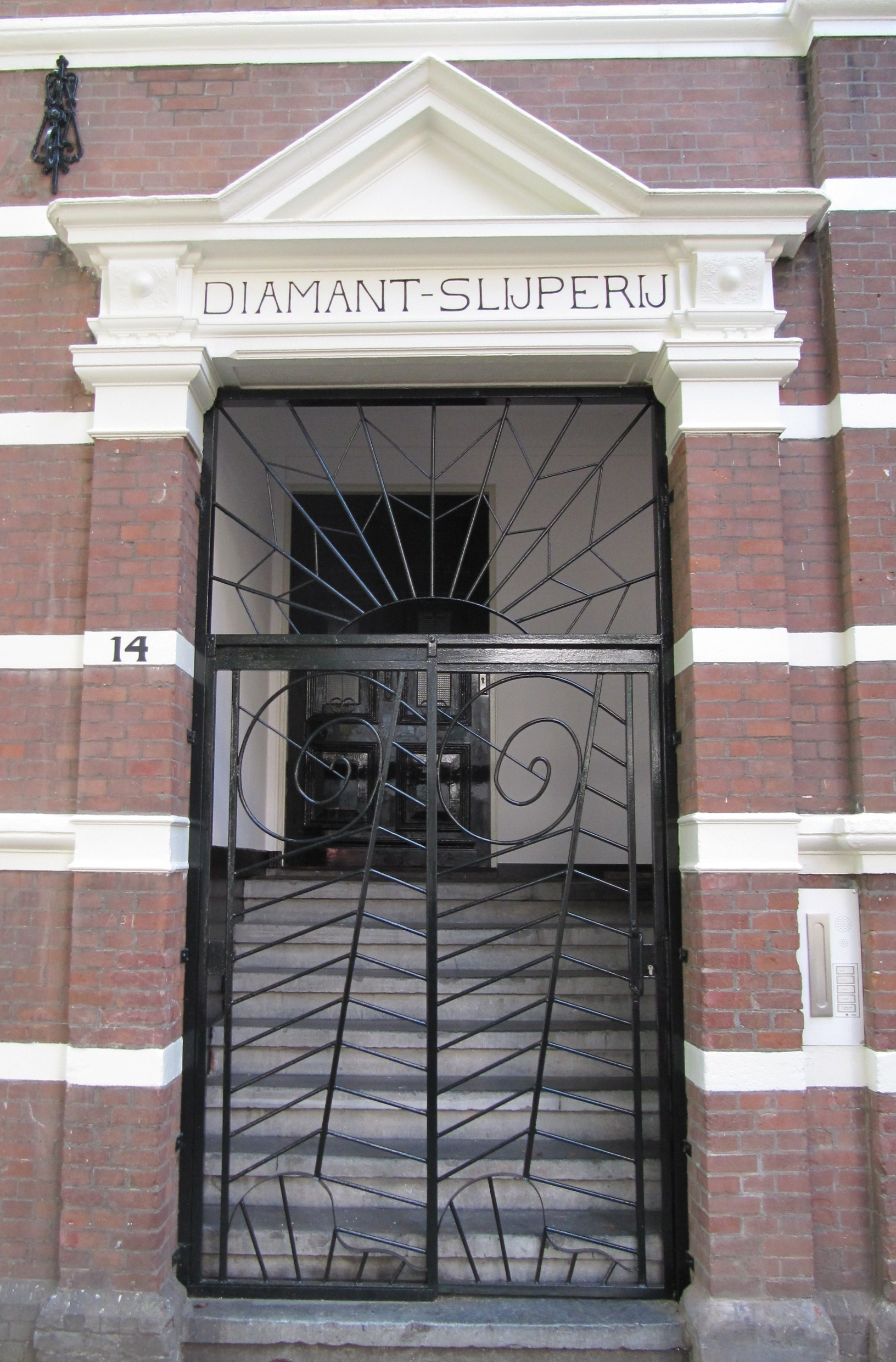
Ingang diamantslijperij
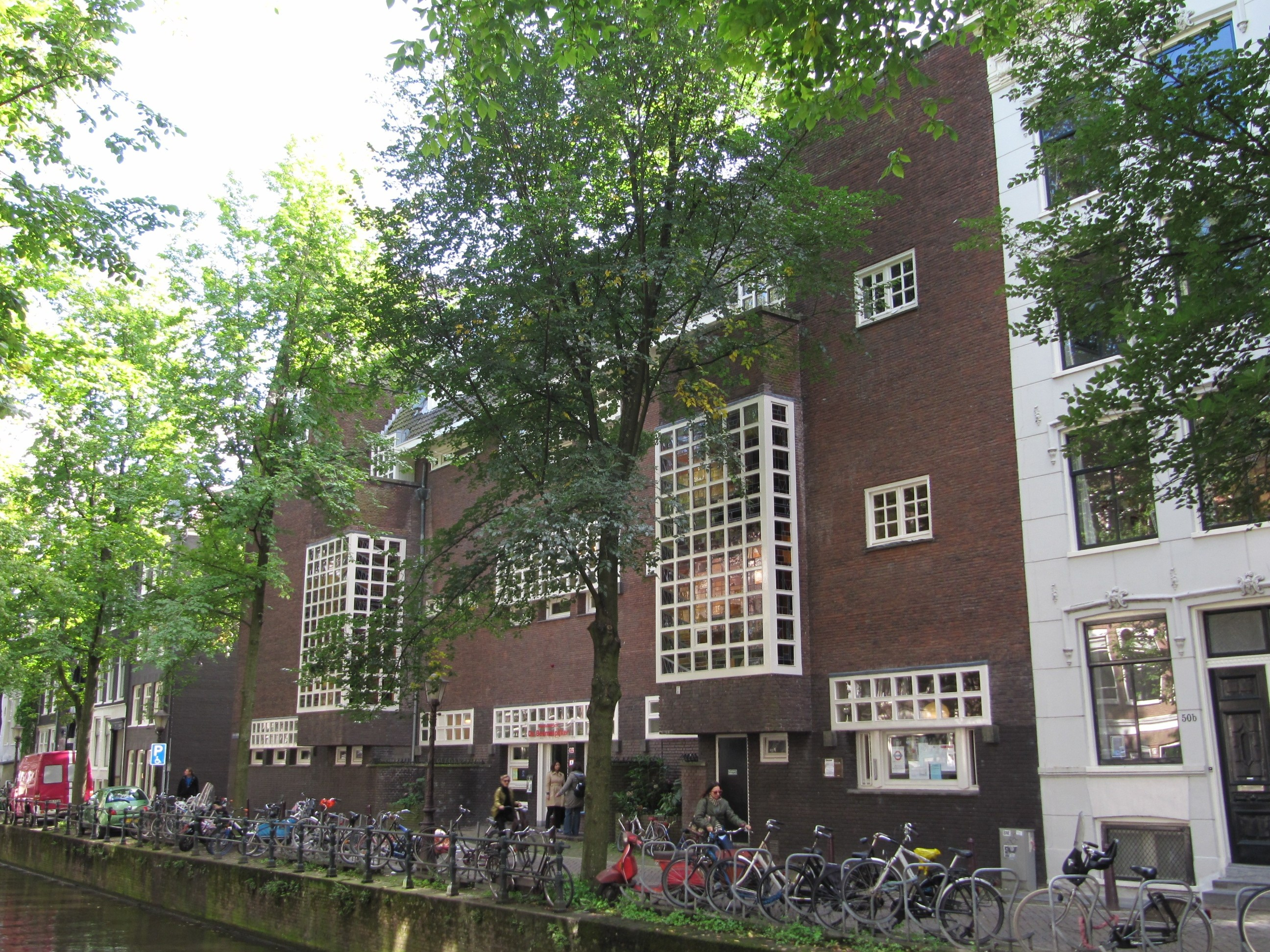
Voormalige Jan de Liefdeschool
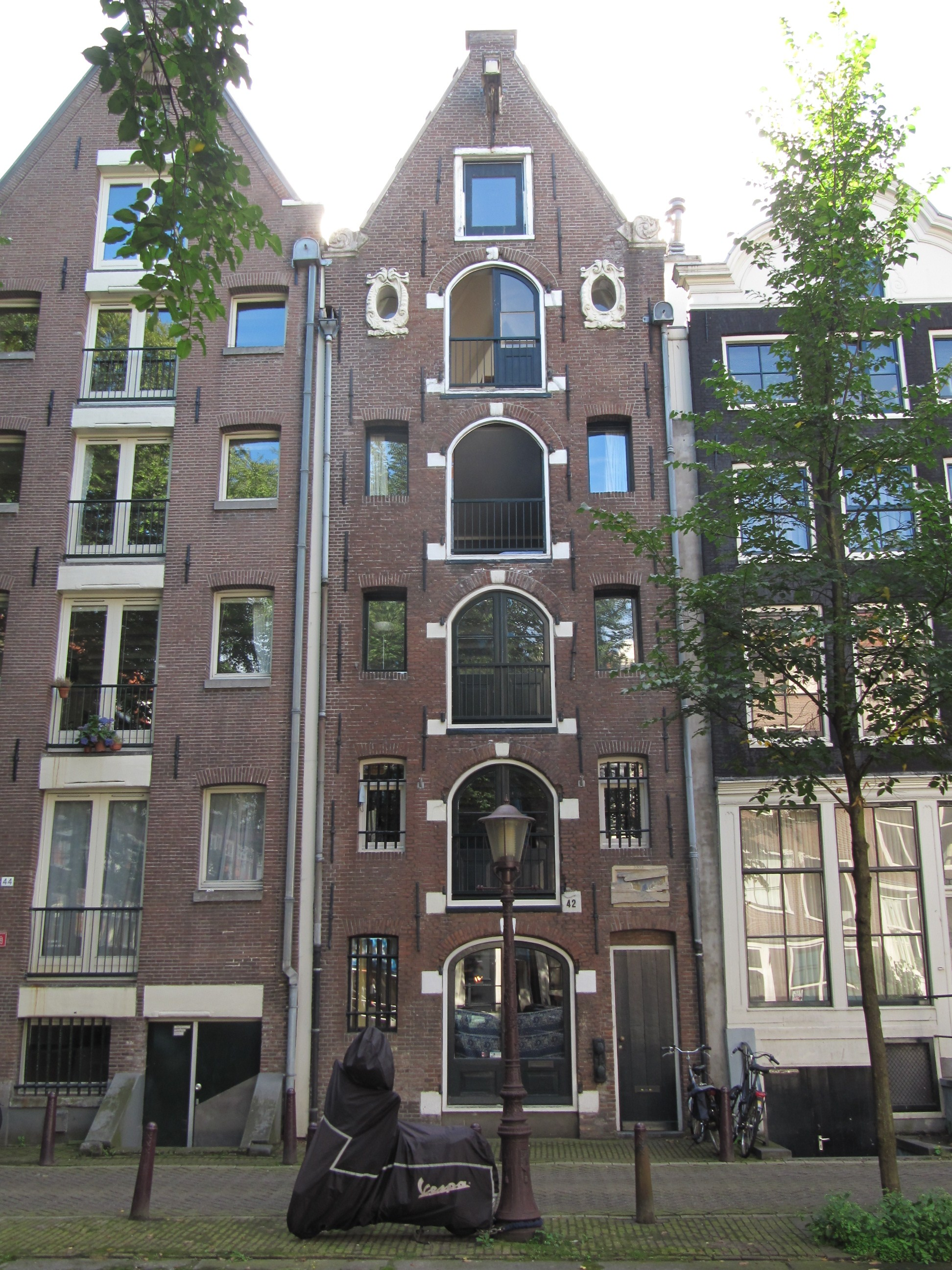
Pakhuis